# Oakland, California

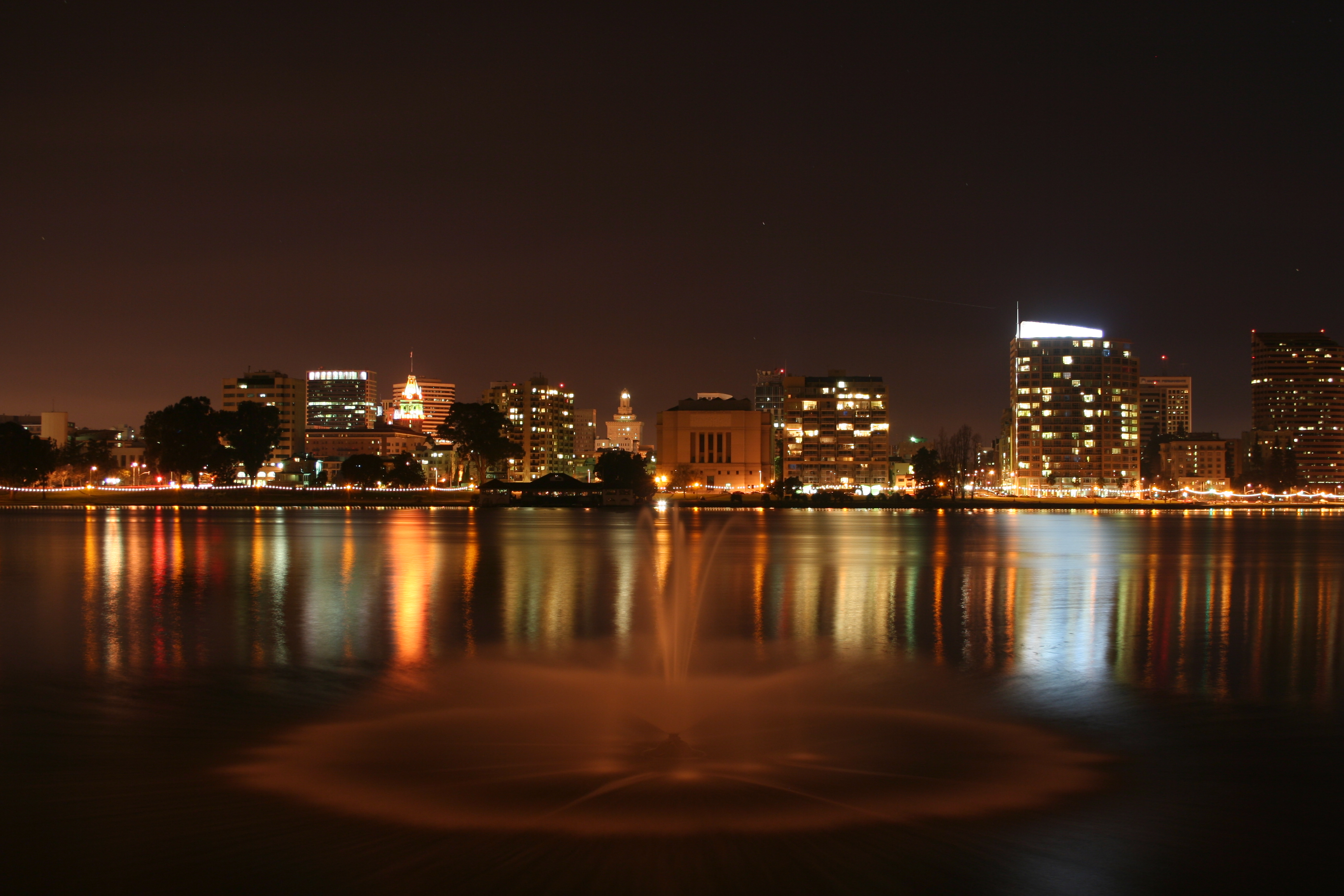
Oakland và hồ Merritt ban đêm

Oakland, thành lập năm 1852, là thành phố lớn thứ 8 tại tiểu bang California (Hoa Kỳ) và là thủ phủ của Quận Alameda. Thành phố tọa lạc tại bờ Đông của Vịnh San Francisco, nép mình vào Đồi Berkeley và giáp với các công viên khu vực vịnh. Phía Bắc của thành phố là Berkeley, nơi có trường Đại học California tại Berkeley, phía bờ Tây là thành phố San Francisco. Theo thống kê năm 2000, dân số thành phố là 399.484, năm 2005 là 295.274, xếp thứ 3 ở khu vực Vịnh San Francisco. Diện tích là 202,4 km² (145,2 km² diện tích đất và 57,2 km² diện tích mặt nước). Cảng Oakland là một trong 3 cảng chính của Bờ Tây nước Mỹ. Sân bay quốc tế Oakland (Oakland International Airport) phục vụ phần lớn thị trường hàng không du lịch giá rẻ.